# إيميلي ويدمان
كانت إيميلي كيكولوهي ويدمان ماكفارلين (3 أكتوبر 1859 – 13 مارس 1947) مناضلةً من سكان هاواي الأصليين ومنظِّمة مدنية في أواخر القرن التاسع عشر وأوائل القرن العشرين، عُرفت بأعمالها الخيرية وانهماكها بالشؤون المدنية في هونولولو، بما في ذلك حق المرأة في الاقتراع وشؤون الصحة العامة والتعليم والحفاظ على تراث هاواي التاريخي.
ولدت ماكفارلين لأبٍ ألماني وأمٍ من سكان هاواي الأصليين، وكانت عائلتها ذات صلة بطبقة النبلاء في مملكة هاواي. تزوجت من رجل الأعمال البريطاني فريدريك ماكفارلين المولود في هاواي وأنجبت منه ثلاثة أطفال.
في عام 1893، بعد وقت قصير من الإطاحة بمملكة هاواي، انتُخبت ماكفارلين أول رئيسٍ لهوي ألوها آينا للنساء، منظمة تشكلت لمعارضة تنحية الملكة ليليوكالاني والجهود المبذولة لضم الجزر إلى الولايات المتحدة. استقالت ماكفارلين بعد بضعة أسابيع في منصبها بعد خلاف لاحق مع أعضاء المنظمة. في عام 1895، شاركت في تأسيس جمعية إغاثة هاواي لمساعدة ضحايا وباء الكوليرا في هونولولو. بعد ضم هاواي إلى الولايات المتحدة في عام 1898، قادت ماكفارلين حلقات الحياكة لجنود هاواي خلال الحرب العالمية الأولى ودعمت حملة شقيقتها فيليمين داوسيت من أجل حق المرأة في الاقتراع في إقليم هاواي.

## النضال المدني
اشتهرت ماكفارلين بأعمالها الخيرية ونضالها المدني في هونولولو، بما في ذلك حق المرأة في الاقتراع وشؤون الصحة العامة والتعليم والحفاظ على تراث هاواي التاريخي.

### معارضة الضم
في أعقاب معارضة السكان الأصليين للإطاحة بمملكة هاواي في 17 يناير 1893، شكلت ماكفارلين ونساء أخريات من هاواي متعاطفات مع الملكيين، منظمة كا هوي هاواي ألوها أو نا واهين (الرابطة الوطنية لنساء هاواي، والمعروفة أيضًا باسم هوي ألوها آينا للنساء). تأسست المجموعة في 27 مارس 1893، بعد فترة وجيزة من تشكيل نظيرتها هوي ألوها آينا للرجال لدعم الملكة المخلوعة ليليوكالاني ومعارضة الإطاحة والخطط المرتبطة بضم الجزر إلى الولايات المتحدة.
انتُخبت ماكفارلين أول رئيس للمنظمة؛ كانت شقيقتها مارثا ويدمان بيرغر وأبيغيل كوايهيلاني كامبل نائبتيها. عندما أرسل الرئيس الأمريكي غروفر كليفلاند جيمس إتش. بلونت للتحقيق في الإطاحة، صاغت مجموعتا هوي ألوها آينا تسويات لاستعادة النظام الملكي. كانت صياغة التسوية الخاصة بهوي ألوها آينا للنساء مثيرة للجدل بشكل خاص. رُفضت النسخة التي صاغتها ماكفارلين وقادة المجوعة؛ استقالت ماكفارلين من الرئاسة في 17 أبريل 1893، وحلت كامبل محلها. قالت حفيدة الشقيقتان، أليس فلاندرز غيلد، أنهن ظلا صديقات مدى الحياة على الرغم من الخلاف. وفقًا لتقارير الصحف المعاصرة، نشأ الخلاف في المجموعة من شكوك أعضائها الأكبر سنًا من هاواي بأن الأعضاء الأصغر سنًا والأفضل تعليمًا أرادوا تنصيب الملكة كابيولاني أو الأميرة كايولاني مكان ليليوكالاني.

يوجد أدناه قرار تسوية ماكفارلين والقيادة السابقة. كان استخدام كلمة «ملكة» وغياب اسم ليليوكالاني من أسباب شكوك النساء الأكبر سنًا:
بعد التحية: إننا نحن، أعضاء الرابطة الوطنية لنساء هاواي، التي تشكلت بهدف واحد وهو تحقيق استقلال هاواي، المملكة التي قاتل أجدادنا ونزفوا في الحرب من أجلها، نناشد سعادتكم أن توصي حكومتكم باستعادة ملكتنا المحبوبة على عرش هاواي، ووجوب إنهاء المرحلة الحالية. لقد استقبلكم شعب هاواي بترحيب حار، وستكون تلبية المناشدات الصادقة والمتواضعة للنساء الوطنيات من رعايا هاواي الحبيبة عملًا إنسانيًا من جانبكم.